# Top Gear (videojuego)
Top Gear (conocido como Top Racer en Japón) es un videojuego de carreras para la consola Super Nintendo publicado en 1992. El juego fue creado por Gremlin Graphics y distribuido por Kemco. El juego puede ser jugado por uno o dos jugadores simultáneamente. La pantalla siempre está dividida, sólo que al jugar de uno, se muestra el avance que hace el automóvil controlado por computadora.
Top Gear es considerado uno de los mejores juegos de carreras para la consola Super Nintendo. Muchos juegos posteriores tanto de la saga como de otros desarrolladores parecían emularlo. Del juego original sucedieron muchas secuelas pero ninguna logró el reconocimiento de la primera entrega.

## Descripción
El juego fue creado a partir de la base de “Lotus Trilogy”, trilogía de juegos desarrollada por Gremlin Graphics para  Amstrad CPC, Atari ST, Commodore 64, ZX Spectrum, Acorn Archimedes, MS-DOS y Sega Megadrive. Si bien los últimos dos juegos de la “Lotus Trilogy” fueron adaptados para Sega Megadrive, la compañía japonesa Kemco requirió de Gremlin Graphics un juego de carreras exclusivo para SNES. Ya sin el auspicio de Lotus, el mismo equipo detrás de la “Lotus Trilogy” crea Top Gear, y posteriormente las dos secuelas que le siguieron para Super Nintendo (Top Gear 2 y Top Gear 3000). Todas esas 3 entregas se usaron sistemas de claves para guardar partida.
Top Gear es un simulador de carreras que trata de recrear lo más posible una carrera real. Es por eso que a diferencia de otros juegos de carreras, hay muchas opciones previas antes de iniciar la carrera: escoger nombre (que se verá después en los resultados), la configuración de botones y si la velocidad estará en millas por hora (MPH) o kilómetros por hora (KM/H). El juego tiene tres dificultades: Amateur, Professional y Championship. Además de la dificultad, los jugadores eligen el modo de transmisión, ya sea manual o automática. Los vehículos solo contienen 3 nitros que se activan manualmente pero los jugadores deben tener cuidado con el combustible, debiendo entrar a los pits para recargarlo. Los jugadores son eliminados si su vehículo se queda sin combustible.
El juego tiene una vista hacia adelante, fuera del coche. La profundidad de la pista y la velocidad se logra gracias a la técnica pseudo-ambiente 3D. Las pistas gozan de muchas curvas y obstáculos incluso dentro del asfalto. Las curvas están indicadas con señales alrededor de la pista, los cuales pueden ser también un obstáculo.
La imagen de fondo de la interfaz es una foto en blanco y negro de Detroit GP de 1988.

### Vehículos elegibles
- Cannibal, el automóvil rojo, conocido como Ferrari Testarossa (acelera de 0 a 100 en 6,1 s, con una velocidad máxima de 235 km/h)
- Sidewinder, el blanco, conocido como Ferrari 288 GTO (de 0 a 100 en 3,6 s y velocidad máxima de 210 km/h)
- Razor, el morado, conocido como Jaguar XJR-15 (de 0 a 100 en 5,2 s y velocidad máxima de 220 km/h)
- Weasel, el azul, conocido como Porsche 959 (de 0 a 100 en 4,5 s y velocidad máxima de 220 km/h)

## Música de Top Gear
La música de Top Gear es uno de los aspectos más memorables del juego y uno de sus aspectos más importantes. Las siete pistas fueron producidas por Barry Leitch y Hiroyuki Masuno. Algunas pistas como el tema principal y el de la tercera pista de cada país son remixes de temas de la serie de juegos de carrera Lotus.

## Países y circuitos

### Estados Unidos
- Las Vegas
- Los Ángeles
- Nueva York
- San Francisco

### Sudamérica
- Río de Janeiro,  Brasil
- Machu Picchu,  Perú
- Chichén Itzá,  México
- Selva amazónica,  Brasil

### JapónJapón
- Tokio
- Hiroshima
- Yokohama
- Kioto

### Alemania
- Múnich
- Colonia
- Selva Negra
- Fráncfort

### Escandinavia
- Estocolmo,  Suecia
- Copenhague,  Dinamarca

- Helsinki,  Finlandia
- Oslo,  Noruega

### Francia
- París
- Niza
- Burdeos
- Mónaco

### Italia
- Pisa
- Roma
- Sicilia
- Florencia

### ReinoUnido
- Londres
- Sheffield
- Lago Ness
- Stonehenge

## Secuelas
Super NES:
- Top Gear
- Top Gear 2
- Top Gear 3000

Sega Mega Drive
- Top Gear 2

Commodore Amiga
- Top Gear 2

Nintendo 64:
- Top Gear Rally
- Top Gear Rally 2
- Top Gear Overdrive
- Top Gear Hyper Bike

Game Boy Color:
- Top Gear Pocket
- Top Gear Pocket 2

Game Boy Advance:
- Top Gear GT Championship
- Top Gear Rally

PlayStation 2:
- Top Gear: Dare Devil

Xbox:
- Top Gear RPM Tuning

Nintendo DS:
- Top Gear: Downforce